# هدنة كومبين الأولى

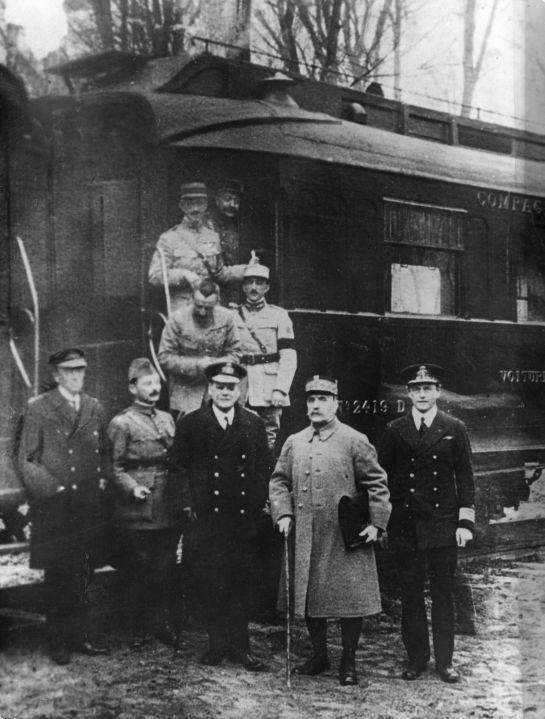
فرديناند فوش الثاني من اليمين، أُخذت هذه الصورة خارج إحدى مركبات سكك الحديد في كومبيين بعد الموافقة على الهدنة التي أنهت الحرب هناك.

هدنة كومبين الأولى (بالإنجليزية: First Armistice at Compiègne)‏ أو هدنة الحادي عشر من نوفمبر عام 1918 هي هدنة وقّع عليها الحلفاء والإمبراطورية الألمانية في لو فرانكبور قرب كومبيين لإنهاء عمليات القتال البرية والبحرية والجوية خلال الحرب العالمية الأولى. وافقت كلّ من بلغاريا والدولة العثمانية والإمبراطورية النمساوية المجرية على توقيع هدن سابقة. تُعرف هذه الهدنة باسم هدنة كومبين الأولى تيمنًا بالمكان الذي جرى فيه توقيع الهدنة على يد الجنرال الفرنسي فرديناند فوش في تمام الساعة الـ 5 و45 دقيقة صباحًا، وسرى مفعولها في تمام الساعة الـ 11 صباحاً بتوقيت باريس في الحادي عشر من شهر نوفمبر عام 1918، فأدت إلى انتصار الحلفاء وهزيمة ألمانيا، لكن الأخيرة لم تعلن استسلامها رسميًا.
كتب القائد الأعلى للحلفاء الجنرال فرديناند فوش معظم شروط الهدنة، وشملت وقف العمليات العدوانية وانسحاب القوات الألمانية لما وراء نهر الراين واحتلال الحلفاء للراينلاند ونقاط الانطلاق الواقعة في أقصى الشرق، والحفاظ على البنية التحتية وتسليم الطائرات والسفن الحربية والعتاد العسكري، وإطلاق سراح سجناء الحرب والمعتقلين المدنيين التابعين لدول الحلفاء، وتقديم تعويضات الحرب، وعدم إطلاق سراح السجناء الألمان وعدم إرخاء قيود الحصار البحري على ألمانيا. أنهت الهدنة الاقتتال على الجبهة الغربية، لكنها مُددت ثلاث مرات حتى وُقعت معاهدة فرساي في الثامن والعشرين من شهر يونيو عام 1919، وسرى مفعولها في العاشر من شهر يناير عام 1920.
استمر القتال حتى الساعة 11، وقُتل في الأيوم الأخير من الحرب 2738 رجل.

## خلفية

### برقيات أكتوبر عام 1918

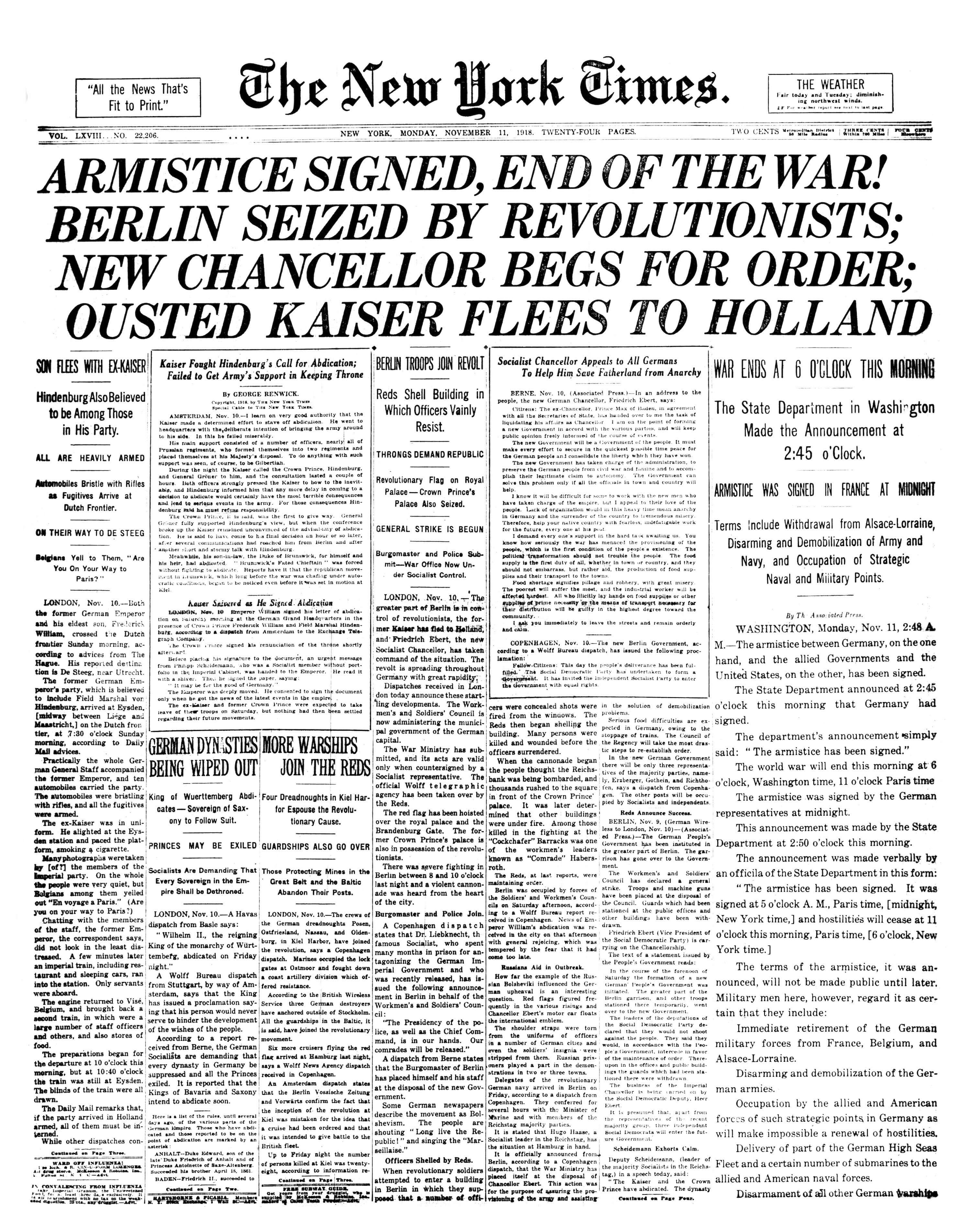
الصفحة الرئيسية من صحيفة النيويورك تايمز يوم 11 نوفمبر سنة 1918

في التاسع والعشرين من شهر سبمتبر عام 1918، بعثت القيادة العليا للجيش الألماني، المتمركزة في مقر الجيش الإمبراطوري في سبا ضمن بلجيكا المحتلة، رسالةً إلى القيصر فيلهلم الثاني والمستشار الإمبراطوري الكونت غيورغ فون هيرتلينغ، أخبرهما فيها أن الوضع العسكري الذي ستواجهه ألمانيا ميؤوس منه. ادعى الجنرال وضابط المؤن إريش لودندورف أنه لا يضمن صمود جبهته لأكثر من ساعتين، خشية اختراق الحلفاء على الأرجح، ونادى برفع طلب إلى الحلفاء من أجل إيقاف إطلاق النار على الفور. بالإضافة لما سبق، نصح لودندورف بقبول المطالب الأساسية للرئيس الأمريكي وودرو ويلسون (مبادئ ويلسون الأربعة عشر)، والتي تشمل تغيير الحكومة الإمبراطورية ووضعها على أساس ديموقراطي، أملًا بجعل شروط السلام أفضل لصالح ألمانيا. منحه ذلك القدرة على الحفاظ على ماء وجه الجيش الإمبراطوري الألماني، وتحميل الأحزاب الديموقراطية والبرلمان مسؤولية الاستسلام وعواقبه بشكل عادل. عبّر لودندورف عن آرائه لضباط طاقمه في الأول من شهر أكتوبر.
في الثالث من شهر أكتوبر عام 1918، عُيّن الأمير الليبرالي ماكس فون بادن مستشارًا لألمانيا (رئيس وزراء)، فحلّ محل غيورغ فون هيرتلينغ من أجل خوض مفاوضات الهدنة. عقب محادثات طويلة مع القيصر وتقييم الوضعين السياسي والعسكري في الرايخ، أرسلت الحكومة الألمانية بحلول الخامس من أكتوبر عام 1918 رسالة إلى الرئيس ويلسون لمفاوضة أحكام الهدنة على أساس خطاب ويلسون الأخير وإعلانه السابق «المبادئ الأربعة عشر». في الرسائل التالية التي تبادلها الرجلان،  بدا أن تلميحات ويلسون «فشلت في إيصال فكرة مفادها ضرورة تخلي القيصر عن العرش باعتبارها شرطًا أساسيًا للسلام. لم يكن رجال الدولة والمسؤولين في الرايخ جاهزين للتفكير في هكذا احتمال مهول». وضع ويلسون شروطاً لبدء المفاوضات، فطالب بانسحاب ألمانيا من كافة الأراضي المحتلة وإيقاف نشاط الغواصات وتخلي القيصر عن العرش، وكتب في الثالث والعشرين من أكتوبر: «إذا اضطرت حكومة الولايات المتحدة إلى التعامل مع أسياد الحرب وأوتوقراطيي الملكية في ألمانيا اليوم، أو إذا كان من المرجح أن تتعامل معهم لاحقًا فيما يتعلق بالالتزامات الدولية للإمبراطورية الألمانية، فعلى الحكومة الأمريكية ألا تطالب بمفاوضات سلام، بل بالاستسلام».
في أواخر شهر أكتوبر عام 1918، أعلن لودندورف –بشكل مفاجئ– أن شروط الحلفاء غير مقبولة. طالب هذه المرة باستكمال الحرب التي أعلنها خاسرة قبل شهر واحد فقط. لكن الجنود الألمان طالبوا بالعودة إلى وطنهم. كان من شبه المستحيل رفع جاهزية الجنود الألمان لخوض معركة جديدة، وكانت عمليات الانشقاق عن الجيش في ازدياد. أصرت الحكومة الإمبراطورية على مسارها وعيّنت فيلهلم غرونر محلّ لودندورف. في الخامس من شهر نوفمبر، اتفق الحلفاء على خوض مفاوضات لإبرام هدنة مع الألمان، وطالبوا هذه المرة بدفع تعويضات الحرب.
وصلت الرسالة الأخيرة من الرئيس ويلسون إلى برلين في السادس من شهر نوفمبر عام 1918. في اليوم ذاته، غادرت البعثة الألمانية فرنسا بقيادة ماتياس إرتسبرغر.

برزت عقبة أخرى أكبر ساهمت في تأخير توقيع الهدنة لـ 5 أسابيع، وأدت إلى تدهور اجتماعي في أوروبا، وتمثلت هذه العقبة بإعلان الحكومات الفرنسية والبريطانية والإيطالية عدم رغبتها بقبول «المبادئ الأربعة عشر» ووعود الرئيس ويلسون اللاحقة. اعتقدت الحكومات السابقة أن نزع السلاح الذي اقترحه ويلسون سيقتصر فقط على قوى المركز. برزت تناقضات أخرى في مشاريع ومخططات ما بعد الحرب، لم تشمل التطبيق الدائم لمبدأ حق تقرير المصير. يوضح تشيرنن:
«واجه رجال الدولة في دول الحلفاء مشكلة، فحتى تلك الفترة، اعتبروا «المبادئ الأربعة عشر» دعاية أمريكية ذكية وفعالة، صُممت بشكل أساسي لإحباط عزيمة قوى المركز القتالية، ولتعزيز معنويات دول الحلفاء الأصغر. والآن، وبشكل مفاجئ، بدا أن بنية السلام بأكملها قائمة على مجموعة من «المبادئ الغامضة»، فكانت معظم تلك المبادئ غير واقعية بالنسبة لهم، بل لو طُبق بعضها بشكل جدي، لن يكون مقبولًا على الإطلاق».

### الثورة الألمانية
انتشر تمرد كيل، الذي وقع خلال ليلتي التاسع والعشرين والثلاثين من شهر أكتوبر عام 1918 في مرفأ فيلهلمسهافن البحري، في جميع أنحاء البلاد خلال أيام، وأدى إلى إعلان الجمهورية في التاسع من شهر نوفمبر عام 1918، وإعلان فيلهلم الثاني تنازله عن العرش. في العديد من المناطق، تحدى الجنود سلطة ضباطهم، وأسسوا في بعض الأحيان مجالس الجنود. ولهذا، تأسس مجلس جنود بروكسل على يد الجنود المتمردين في التاسع من نوفمبر عام 1918.
وفي التاسع من شهر نوفمبر عام 1918 أيضًا، سلّم ماكس فون بادن منصب المستشار لفريدريش إيبرت، وهو ديموقراطي اجتماعي. لم تكن علاقة حزب إيبرت الديموقراطي الاشتراكي وحزب الوسط الكاثوليكي لإرتسبرغر مع الحكومة الإمبراطورية جيدة منذ عهد بسمارك في سبعينيات وثمانينيات القرن التاسع عشر. امتلك الحزبان نوابًا في الرايخستاغ الإمبراطوري الذي كانت سلطته على الحكومة محدودة، وهو أيضًا من دعا إلى مفاوضات السلام منذ عام 1917. كان لبروز الحزبين في مفاوضات السلام التي أدت إلى تأسيس جمهورية فايمار دورٌ في فقدان شرعية الحكومة الجديدة بالنسبة لليمينيين والعسكريين.

## عملية المفاوضات
جاءت الهدنة نتيجة عملية مستعجلة ويائسة. عبَرت البعثة الألمانية برئاسة ماتياس إرتسبرغر خط الجبهة باستخدام 5 سيارات بصحبة حرس مرافق لها بقي معها 10 ساعات أثناء عبور منطقة الحرب المنكوبة شمال فرنسا، فوصلت البعثة في صباح الثامن من شهر نوفمبر عام 1918. أُخذت بعدها إلى وجهة سرية على متن قطار فرديناند فوش الخاص ضمن سكة حديدة جانبية في غابة كومبين.